# Аладьино (Рязанская область)
Аладьино — село в Чучковском районе Рязанской области. Является центром Аладьинского сельского поселения.

## География
Село расположено в восточной части района в 15 километрах восточнее Чучково. Южнее села проходит граница с соседним Сасовским районом.  По автомобильной дороге расстояние до районного центра составляет 20 километров. До областного центра — около 190 км.
Через село проходит железнодорожная линия Рязань — Рузаевка.

## История
Образованне села относится к 1550-м годам. Название происходит от основателя и первого владельца — Аладьина. В конце XV века был известен служивый человек великого Московского князя по прозвищу Аладья Блинов. Его многочисленные потомки в XVI веке уже носили фамилию Аладьины. Некоторые из них в 1550-х годах были помещены на Рязанской окраине при засечной черте. С XIX века в состав Шацкого уезда Тамбовской губернии входит Аладьинская волость. 
1 мая 1920 года  был создан совхоз «Аладьино», в 1926 году был заложен питомник - основа будущего яблоневого сада, к 1970 годам площадь садов составляла почти 4000 га. В 1976-1978 построен плодоперерабатывающий комплекса, просуществовавший до 2006 года.

## Население
| 1981 | 2010  |
| ---- | ----- |
| 1100 | ↘1059 |

## Инфраструктура
В Аладьино имеется общеобразовательная школа, детский сад, сельский дом культуры, участковая больница. В селе расположена действующая церковь Николая Чудотворца, построенная в 1809 году. Также в селе действует Нижне-Мальцевский элеватор и тяговая подстанция Нижнемальцево. Ранее также существовал консервный завод. 
Рядом со зданием сельской администрации установлен памятник погибшим односельчанам во время Великой Отечественной войны.

## Транспорт
Транспортные связи села с районным и областным центром осуществляются электропоездами со станции Нижнемальцево по маршрутам Рязань I - Сасово и Рязань I - Пичкиряево, всего в день проходит 5 пар электропоездов. Станция названа по находящемуся в 2 км южнее селу Нижнее Мальцево, относящееся к соседнему 
Сасовскому району. Кроме железнодорожного транспорта доступен автобусный маршрут до Чучково.